# Dimitri Poliakov
Pour les articles homonymes, voir Poliakov.
Dimitri Poliakov, né le 19 janvier 1968 à Kiev, est un ancien joueur de tennis professionnel soviétique ukrainien.
Son meilleur classement en simple est 93e. Il a remporté un titre en simple sur le circuit ATP à Umag en Yougoslavie en 1991 en étant issu des qualifications et quatre sur le circuit Challenger à Fürth en 1989, Neu-Ulm en 1990, Bielefeld en 1991 et Bruck en 1993. En double, il a remporté cinq tournois et participé à la finale du tournoi ATP de Kitzbühel. Il a aussi atteint les demi-finales à Moscou en 1993 et les quarts à Wellington en 1991 et Casablanca en 1994.

## Palmarès

### Titre en simple messieurs
| No | Date       | Nom et lieu du tournoi | Catégorie    | Dotation  | Surface      | Finaliste      | Score    |  |
| -- | ---------- | ---------------------- | ------------ | --------- | ------------ | -------------- | -------- |  |
| 1  | 13-05-1991 | Yugoslav Open, Umag    | World Series | 215 000 $ | Terre (ext.) | Javier Sánchez | 6-4, 6-4 |  |

### Finale en double messieurs
| No | Date       | Nom et lieu du tournoi     | Catégorie    | Dotation  | Surface      | Vainqueurs                     | Partenaire   | Score         |  |
| -- | ---------- | -------------------------- | ------------ | --------- | ------------ | ------------------------------ | ------------ | ------------- |  |
| 1  | 29-07-1991 | Philips Head Cup Kitzbühel | World Series | 337 500 $ | Terre (ext.) | Tomás Carbonell Francisco Roig | Pablo Arraya | 6-7, 6-2, 6-4 |  |

## Parcours dans les tournois duGrand Chelem

### En simple
| Année | Open d'Australie | Open d'Australie | Internationaux de France | Internationaux de France | Wimbledon       | Wimbledon | US Open         | US Open      |
| ----- | ---------------- | ---------------- | ------------------------ | ------------------------ | --------------- | --------- | --------------- | ------------ |
| 1990  | —                | —                | —                        | —                        | 1er tour (1/64) | Pat Cash  | —               | —            |
| 1991  | 1er tour (1/64)  | S. Edberg        | —                        | —                        | —               | —         | 1er tour (1/64) | J. Siemerink |
| 1992  | 2e tour (1/32)   | R. Reneberg      | —                        | —                        | —               | —         | —               | —            |
| 1993  | —                | —                | —                        | —                        | —               | —         | 2e tour (1/32)  | B. Gilbert   |
| 1993  | 1er tour (1/64)  | F. Santoro       | 2e tour (1/32)           | R. Vašek                 | —               | —         | —               | —            |

N.B. : à droite du résultat se trouve le nom de l'ultime adversaire.

### En double
| Année | Open d'Australie             | Open d'Australie  | Internationaux de France | Internationaux de France | Wimbledon                    | Wimbledon            | US Open                   | US Open            |
| ----- | ---------------------------- | ----------------- | ------------------------ | ------------------------ | ---------------------------- | -------------------- | ------------------------- | ------------------ |
| 1991  | —                            | —                 | —                        | —                        | —                            | —                    | 1er tour (1/32) P. Arraya | K. Flach R. Seguso |
| 1992  | 1er tour (1/32) A. Olhovskiy | P. Korda W. Masur | —                        | —                        | 1er tour (1/32) J. Siemerink | J. Grabb R. Reneberg | —                         | —                  |

N.B. : le nom du ou de la partenaire se trouve sous le résultat ; le nom des ultimes adversaires se trouve à droite.